# Урваши

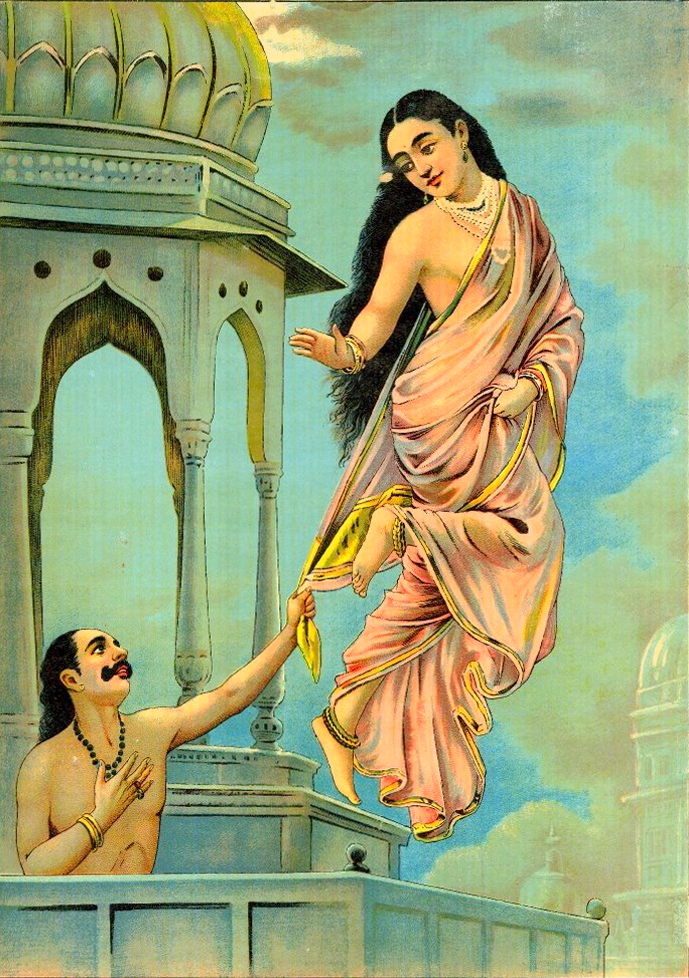
Урваши і Пурураваса. Картина Раджі Раві Варми.

Урваши (Urvaśī IAST) — Апсара, описувана в індуїстських текстах і легендах. Урваши служила при дворі Індри і була найпрекраснішою з усіх апсар. Вона стала дружиною давньоіндійського правителя Місячної династії Пурураваса а. Урваши згадується в ведичному тексті «Шатапатха-брахмане» 11.5.1 і є героїнею п'єси «Вікраморваші» авторства великого індійського поета і драматурга Калідаси. Урваши вічно юна і незвичайно прекрасне, але одночасно з цим — невловима.  Вона — джерело як великої радості, так і великих страждань. 
Існує кілька варіантів легенд про народження Урваши. Найвідоміша з них описується в «Бхагавата-пурані». Одного разу, ріші-близнюки Нара-Нараяна медитували у святому місці паломництва Бадрінатхе е в Гімалаях. Довга медитація і суворі аскези, що проводяться мудрецями, стурбували девів, які побоювалися, що таким чином Нара-Нараяна скоро отримають божественні сили й стануть рівними їм по могутності. Маючи намір перервати їх медитацію, пробудивши в їх серці жадання, цар девів Індра підіслав до мудреців двох прекрасних апсар з небесних планет. Побачивши небесних куртизанок, Нараяна зірвав квітку, поклав його собі на стегно і за допомогою свого містичного могутності перетворив його в прекрасну апсари Урваши. Своєю красою вона повністю затьмарила двох апсар, підісланих Індрою. У великому соромі апсари повернулися в небесну обитель Індри. Разом з ними в подарунок Індрі Нараяна відправив і Урваши, яка стала найголовнішою апсари при його дворі. 
Згідно з однією з легенд, одного разу, побачивши прекрасну Урваши, Мітра і Варуна вивергнула насіння, яке вони зберегли в глиняному горщику. З цього горщика згодом народилися двоє мудреців: Агастья і Васиштха. 